# Bohdan Pavlů

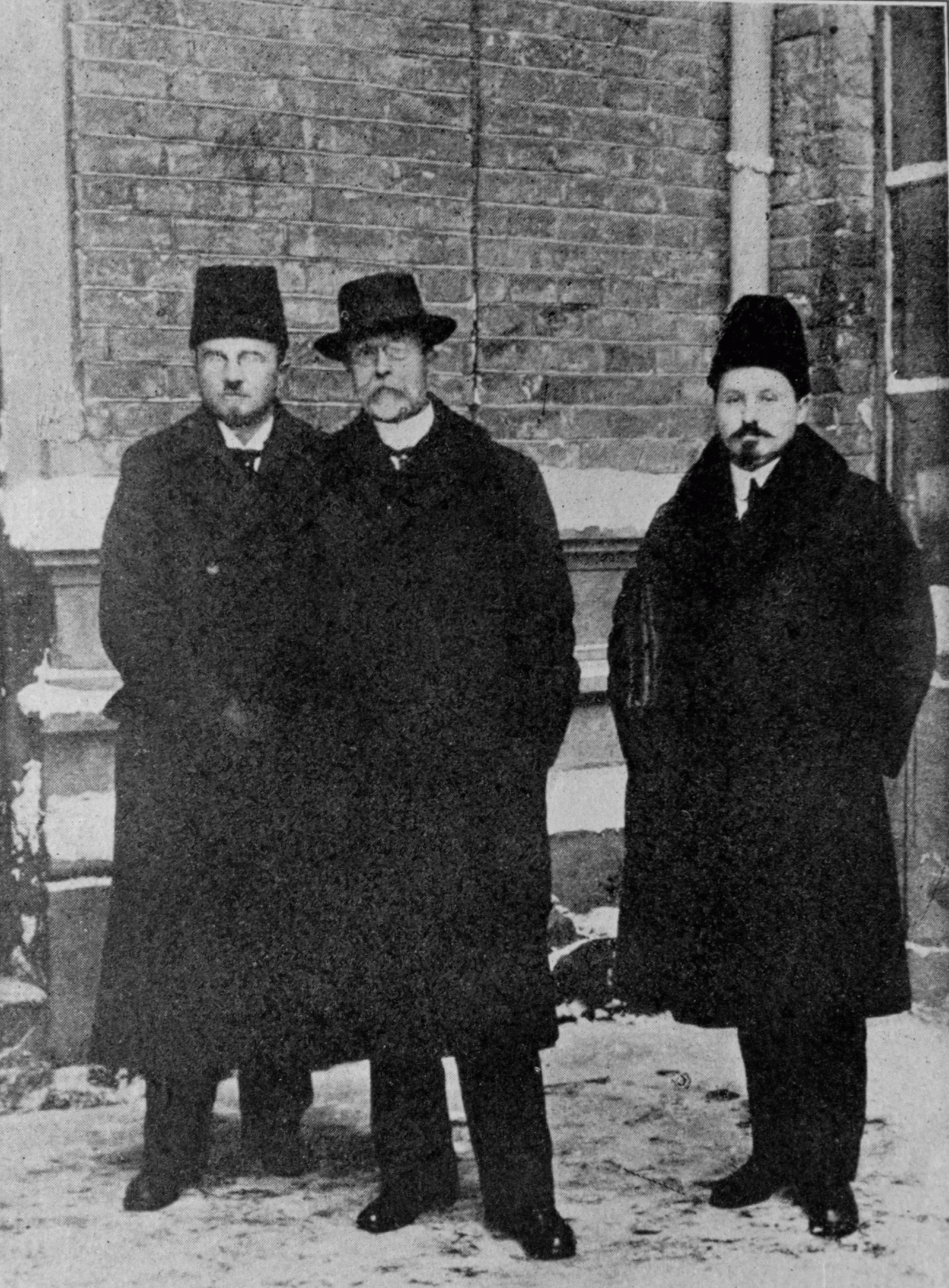
Tomáš Garrigue Masaryk v Petrohradě. Vpravo Jiří Klecanda, vlevo Bohdan Pavlů. Foto před rokem 1919

Bohdan Pavlů (3. března 1883 Spešov – 12. května 1938 Bosanski Novi, Jugoslávie) byl český a slovenský novinář a literární kritik, československý diplomat a politik.

## Život
Narodil se ve Spešově na jižní Moravě. S rodiči se přestěhoval do Dolních Drškovců, okr. Bánovce nad Bebravou. Studoval na Cís. král. vyšším Českém gymnáziu v Uherském Hradišti, na Právnické fakultě KFU v Praze. Byl členem Slovenského  spolku Detvan v Praze a Českoslovanské jednoty. Byl redaktorem periodik Čas a Národní listy. V letech 1911 - 1913 působil jako korespondent Národních listů v Berlíně a v Rusku (Peterburg, Kyjev, Moskva). 
Byl mobilizován 1. srpna 1914, přešel za ruský front, vstoupil do České družiny a od 28.12.1914 jej štáb ruské III. armády vyslal do Petrohradu, kde navázal spojení se slovenskými i českými krajany a zajatci. 
Během 1. světové války se účastnil prvního československého odboje: spolupracoval s předsedou Svazu československých spolků na Rusi Bohumilem Čermákem a pracoval jako redaktor petrohradského krajanského listu Čechoslovák. 14. listopadu 1915 se pak podpisem přidal k veřejnému prohlášení, které vydal Český komitét zahraniční deklarující snahu o vznik samostatného státu a československých legií.
V listopadu 1917 proběhl v Ruském impériu socialistický převrat a vládu nad zemí přebrala komunistická vláda v Moskvě, Pavlů byl zvolen členem Předsednictva Odbočky Československé národní rady na Rusi. Převzal politickou odpovědnost za československé vojsko na Rusi, účastnil ruské anabáze jako předseda Výkonného výboru čsl vojska na Rusi, pak ve funkci 1. podpředsedy (výkonného předsedy) Odbočky ČSNR na Rusi. V lednu 1919 jej M. R. Štefánik jmenoval do čela Zvláštního zboru v Rusku  . Dočasní čsl. vláda (T. G. Masaryk, M. R. Štefánik a E. Beneš) ho jmenovali v říjnu 1918 československým diplomatickým zástupcem v Rusku. Toto pověření odevzdal 20.11.1919 svému nástupci Václavu Girsovi a na rozkaz čsl. vlády se vrátil do vzniknuvšího Československa přes Vladivostok a následně mořskou cestou přes USA a Paříž. Do Prahy přijel 6. 2. 1920.
Po krátkém působení jako šéfredaktor novin Slovenský denník v Bratislavě byl povolán do diplomatických služeb.
V letech 1922–1927 působil jako vyslanec v Bulharsku, 1927–1932 v Dánsku a 1935–1937 v Sovětském svazu. Po návratu z Moskvy pracoval na ministerstvu zahraničních věcí jako náměstek.
Zahynul při autonehodě ve městě Bosanski Novi v Bosně.